# Aith (Fetlar)

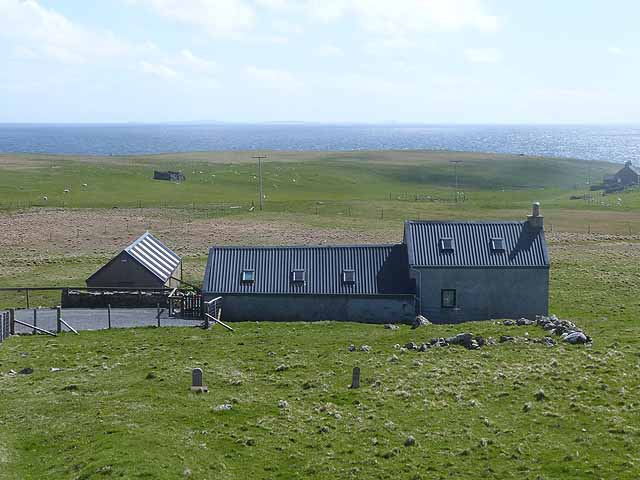
Ein Bauernhof in Aith

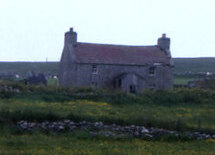
Der Bauernhof Aithbank

Aith ist eine Ortschaft, die im Nordosten der zu Schottland zählenden Shetlands liegt.

## Geographie
Das kleine Aith liegt an der südlichen Küste der Insel Fetlar, 1,6 Kilometer südöstlich des Hauptortes Houbie. Der Ort liegt oberhalb der Bucht Wick of Aith, im Südwesten ragt die Halbinsel Aith Ness ins Meer.

## Historisches
Im Rahmen der historischen Gliederung Schottlands in Civil Parishes zählt Aith zu Fetlar. Östlich des Ortes ist der Bauernhof Aithbank als Listed Building der Kategorie B eingestuft worden.